# Lim Yin Loo
Lim Yin Loo (* 24. September 1988 in Negeri Sembilan) ist eine malaysische Badmintonspielerin.

## Karriere
Lim Yin Loo siegte 2008 bei den Malaysia International und den Iran Fajr International. 2009 nahm sie an den Badminton-Weltmeisterschaften teil, 2010 an den Asienspielen und 2011 an den Südostasienspielen.

## Sportliche Erfolge
| Saison | Veranstaltung           | Disziplin   | Platz | Name                                       |
| ------ | ----------------------- | ----------- | ----- | ------------------------------------------ |
| 2008   | Iran Fajr International | Damendoppel | 1     | Norshahliza Baharum / Lim Yin Loo          |
| 2008   | Malaysia International  | Mixed       | 1     | Mohd Lutfi Zaim Abdul Khalid / Lim Yin Loo |
| 2010   | Perak Open              | Damendoppel | 1     | Lim Yin Loo / Vivian Hoo Kah Mun           |